# Коган, Семён Аркадьевич
Семён Арка́дьевич Ко́ган  (24 апреля 1928 года, Бобруйск — 5 апреля 2016 года) — советский дирижёр, главный дирижёр Омского симфонического оркестра (1966—1976). Профессор Ростовской государственной консерватории имени С. В. Рахманинова. Дирижировал симфоническими коллективами: ГАСО СССР, Московской филармонии, государственными оркестрами Белоруссии, Грузии, Эстонии, Литвы, Германии, Чехии, Словакии, Франции, Италии, Болгарии, Польши, Кореи, Кубы. Народный артист РСФСР (1988).

## Биография
Семён Аркадьевич Коган родился в 1928 году в Бобруйске в семье служащего. В 1952—1957 годах учился в Ленинградской государственной консерватории им. Римского-Корсакова по классу скрипки (педагог доцент И. А. Лукашевский и одновременно в 1955—1959 годах — по классу оперно-симфонического дирижирования доцента Народного артиста РСФСР И. А. Мусина.
В 1961 году Семен Аркадьевич стал организатором и главным дирижером Омского симфонического оркестра. В свой оркестр С. А. Коган пригласил музыкантов из нескольких городов СССР, а основу коллектива составили выпускники Ленинградской консерватории.
В 1963—1965 годах учился в заочной аспирантуре при кафедре оперно-симфонического дирижирования Ленинградской консерватории у профессора И. А. Мусина. В 1969 году стажировался в симфоническом оркестре Московской филармонии у дирижера Кирилла Петровича Кондрашина.
С 1976 года С. А. Коган был главным дирижером и художественным руководителем симфонического оркестра Ростовской областной филармонии, гастролировал с оркестром по Советскому Союзу и в странах Европы.
C 1978 года С. А. Коган преподавал в Ростовском музыкально-педагогическом институте (ныне Ростовская государственная консерватория имени С. В. Рахманинова), создал в институте кафедру оперно-симфонического дирижирования, был профессором консерватории.
В разное время дирижировал симфоническими коллективами: Государственный академический симфонический оркестр России (ГАСО СССР), Московской филармонии, государственными оркестрами Белоруссии, Грузии, Эстонии, Литвы, Германии, Чехии, Словакии, Франции, Италии, Болгарии, Польши, Кореи, Кубы.
В исполнительский репертуар включал произведения западно-европейских и русских классиков, сочинения композиторов П. Хиндемита, И. Ф. Стравинского, А. Г. Шнитке и С. А. Губайдулиной.
В 1985 году оркестр под управлением Когана был лауреатом 2-го Всероссийского конкурса симфонических оркестров. В 1993 году Коган с оркестром завоевал Гран-при и Золотую медаль на Международном конкурсе главных дирижеров симфонических оркестров в КНДР.
С 1992 по 2003 год был руководителем симфонического оркестра Радио и телевидения греческого город Волос. В 2006 году в честь 40-летия создания Омского симфонического оркестра была учреждена Премия имени Семёна Когана.
Семён Аркадьевич Коган скончался 6 апреля 2016 года.

## Награды и звания
- Народный артист РСФСР (1988)